# 신다영
신다영(1995년 8월 21일 ~ )은 대한민국의 여자 배구 선수이며, 성남 한국도로공사 하이패스 제니스 소속이다. 2013년 9월10일 열린 2013-2014시즌 여자 신인선수 드래프트에서 2라운드 4순위로 한국도로공사 하이패스 제니스에 입단하였다. 2013-2014시즌이 종료된후 도로공사 하이패스 제니스의 매니저로 활동중이다.